# Клара Бенсон
Клара Синтія Бенсон (англ. Clara Benson 1875—1964) — канадська хімік, єдина жінка-засновниця Американського товариства біологічної хімії (нині Американське товариство біохімії та молекулярної біології) і одна з перших двох жінок, які отримали ступінь доктора філософії Торонтського університету (інша студентка Емма Бейкер). Пізніше вона стала однією з перших двох жінок-доцентів університету. Отримавши освіту в галузі фізичної хімії, вона переключилася на біохімію, коли брак можливостей працевлаштування для жінок-хіміків змусив її зайняти посаду викладача харчової хімії в рамках програми внутрішніх наук Торонтського університету. Вона також відіграла важливу роль у розвитку жіночої легкоатлетичної програми Торонтського університету.

## Біографія
Клара Синтія Бенсон народилася в Порт-Гоуп (Онтаріо), Канада, 5 червня 1875 року. Батьками Клари Бенсон були Томас Мур Бенсон, бізнесмен, юрист і суддя, і Лаура Ебігейл Фуллер. У них було троє дітей, у тому числі Клара, а також дві дівчини від першого шлюбу Томаса (його перша дружина померла).
Клара відвідувала середню школу Порт-Гоуп, а потім вступила до університетського коледжу Торонтського університету в 1895 році, щоб вивчати хімію, математику та фізику. Це було лише через рік після того, як коледж почав приймати жінок на навчання, і їх все ще не допускали до читальних залів і вони не мали доступу до бібліотечних каталогів. Незважаючи на ці проблеми, у 1899 році Бенсон стала першою жінкою, яка отримала ступінь бакалавра з хімії в Торонтському університеті. Вона продовжила навчання в докторантурі і здобула докторський ступінь у 1903 році, що зробило її однією з перших двох жінок, які отримали ступінь доктора філософії Торонтського університету (другою була Емма Бейкер).

## Кар'єра і наукова діяльність
Ранні дослідження Бенсон були в галузі фізичної хімії, вона вивчала швидкості реакцій розчинів неорганічної солі. Її стаття 1902 року «Швидкість окислення солей заліза хромовою кислотою» зробила її другою жінкою-автором (після Марії Кюрі), яка опублікувала свою статтю в Journal of Physical Chemistry.
Будучи жінкою, їй було важко знайти роботу фізико-хіміка після закінчення навчання, тому вона зайняла посаду демонстратора харчових продуктів у новій Школі побутових наук Ліліан Мессі Торонтського університету. Вона заперечувала мету цієї програми — підготувати жінок домогосподарками і навіть підписала петицію, організовану Асоціацією випускниць жінок Університетського коледжу в 1902 році, ставлячи під сумнів впровадження програми. Проте, харчова хімія була однією з підгалузей хімії з кращими професійними можливостями для жінок.
Ця посада передбачала перехід з хімічного факультету Торонтського університету на факультет фізіології (кафедру фізіологічної хімії), де її наставником був «батько медичної школи в Торонто» А. Б. Макаллум. Її подальші дослідження включали біохімічні дослідження складу рідини та тканин.
Коли в 1905 році науку про їжу було включено до медичної програми Торонтського університету, Бенсон підвищили до викладача фізіологічної хімії (біохімії), що зробило її першою жінкою в Торонтському університеті, яка досягла рангу вище демонстратора. У 1906 році доповідь королівської комісії привела до створення факультету побутових наук, на якому Бенсон і директор Енні Лейрд стали доцентами, що зробило їх першими жінками-професорами університету. Бенсон допомогла розробити навчальну програму хімії харчових продуктів і в 1926 році отримала звання повного професора та керівника кафедри хімії харчових продуктів (посаду, яку вона обіймала до свого виходу на пенсію почесним професором в 1945 році).
Починаючи з 1915 року, вона проводила літні дослідження на біологічній станції Сент-Ендрюс, вивчаючи хімічний склад морепродуктів. На прохання Міністерства морського господарства та рибальства Канади, яке намагалося створити споживчий попит на рибу, вона організувала групу вчених з харчових продуктів з канадських університетів для роботи над вдосконаленням методів приготування риби.
Під час Першої світової війни Бенсон виявила, що хімічні властивості їжі та вибухових речовин можна аналізувати за допомогою того самого процесу, і її методику швидко засвоїли лабораторії боєприпасів., що допомогло стандартизувати їхні етапи виробництва.
Вона була єдиною жінкою-засновницею Американського товариства біологічної хімії (нині Американське товариства біохімії та молекулярної біології). Воно було засноване в грудні 1906 року.

## Інші інтереси
Бенсон виступала за розвиток жіночої легкої атлетики в Торонтському університеті, була співголовою комітету з цього питання і була першим президентом Жіночої атлетичної асоціації з 1921 року до свого виходу на пенсію. Вона була членом комітету жінок-викладачів, сформованому в 1928 році для боротьби за створення жіночого спортивного комплексу. Будівля Клари Бенсон, відкрита в 1959 році, була названа на її честь і служить частиною легкоатлетичних споруд університету.
Бенсон була членом національної ради Асоціації молодих християнських жінок, очолюючи її іноземний комітет. ЇЇ робота з організацією призвела до того, що вона стала спонсором двох французьких сиріт Другої світової війни після виходу на пенсію. Серед її хобі — колекціонування марок і подорожі. Їй також подобалося знімати фільми і відео під час своїх подорожей. Вони зберігаються в архівах Торонтського університету.

## Відзнаки та нагороди
- У 1919 році Бенсон була обрана науковим співробітником Канадського інституту хімії, але їй не дозволили відвідати щорічний обід у 1920 році, оскільки вона була жінкою.[5]
- У 1920-х роках вона була включена до списку «Американські люди в науці».[5]
- У 1950 році випускники факультету побутових наук заснували стипендію на її честь і повісили її портрет роботи Юсефа Карша в будинку побутових наук.[11]
- У 1992 році Канадське хімічне товариство заснувало щорічну премію Клари Бенсон для відзначення жінок-хіміків, які працюють у Канаді.[11]
- У 2003 році Торонтський університет відсвяткував 100-річчя захисту докторської дисертації Бенсон днем урочистостей, включаючи реконструкцію захисту її дисертації.

## Вибрані публікації
- Benson, Clara C. (January 1902). The Rates of the Reactions in Solutions Containing Ferrous Sulphate, Potassium Iodide, and Chromic Acid. The Journal of Physical Chemistry (англ.). 7 (5): 356—388. doi:10.1021/j150050a003. ISSN 0092-7325.
- Benson, Clara C. (January 1902). The Rate of Oxidation of Ferrous Salts by Chromic Acid. The Journal of Physical Chemistry (англ.). 7 (1): 1—14. doi:10.1021/j150046a001. ISSN 0092-7325.
- Benson, Clara C. (January 1902). The Composition of the Surface Layers of Aqueous Amyl Alcohol. The Journal of Physical Chemistry (англ.). 7 (7): 532—536. doi:10.1021/j150052a002. ISSN 0092-7325.
- Macallum, A. B.; Benson, C. C. (1 травня 1909). On the Composition of Dilute Renal Excretions. Journal of Biological Chemistry (англ.). 6 (2): 87—104. doi:10.1016/S0021-9258(18)91621-2. ISSN 0021-9258.